# ヤマハ・FG
ヤマハFGは、日本の楽器メーカーヤマハが1966年より製造している、日本国産初のアコースティックギターのシリーズ名である。第1号機は1966年10月に発売されたFG-180とFG-150の2機種。主に普及価格帯が中心であり、フォークタイプとウエスタンタイプのボディがある。2008年現在も生産は続けられているが、現行ラインナップではFG-150の様なフォークタイプのボディシェイプのギターはFSに改称されFGと区別されている。

## 概要
ヤマハのFGは日本の楽器メーカーの量産アコースティックギターの中では最も歴史が古いものである。FGという名称は「ヤマハの『フ』ォーク・『ギ』ター」が由来である。
独特の音色、オリジナルのボディやヘッドの形状が特徴。1966年に最初のモデルFG-180とFG-150が「国産フォークギター第1号」として発売された。

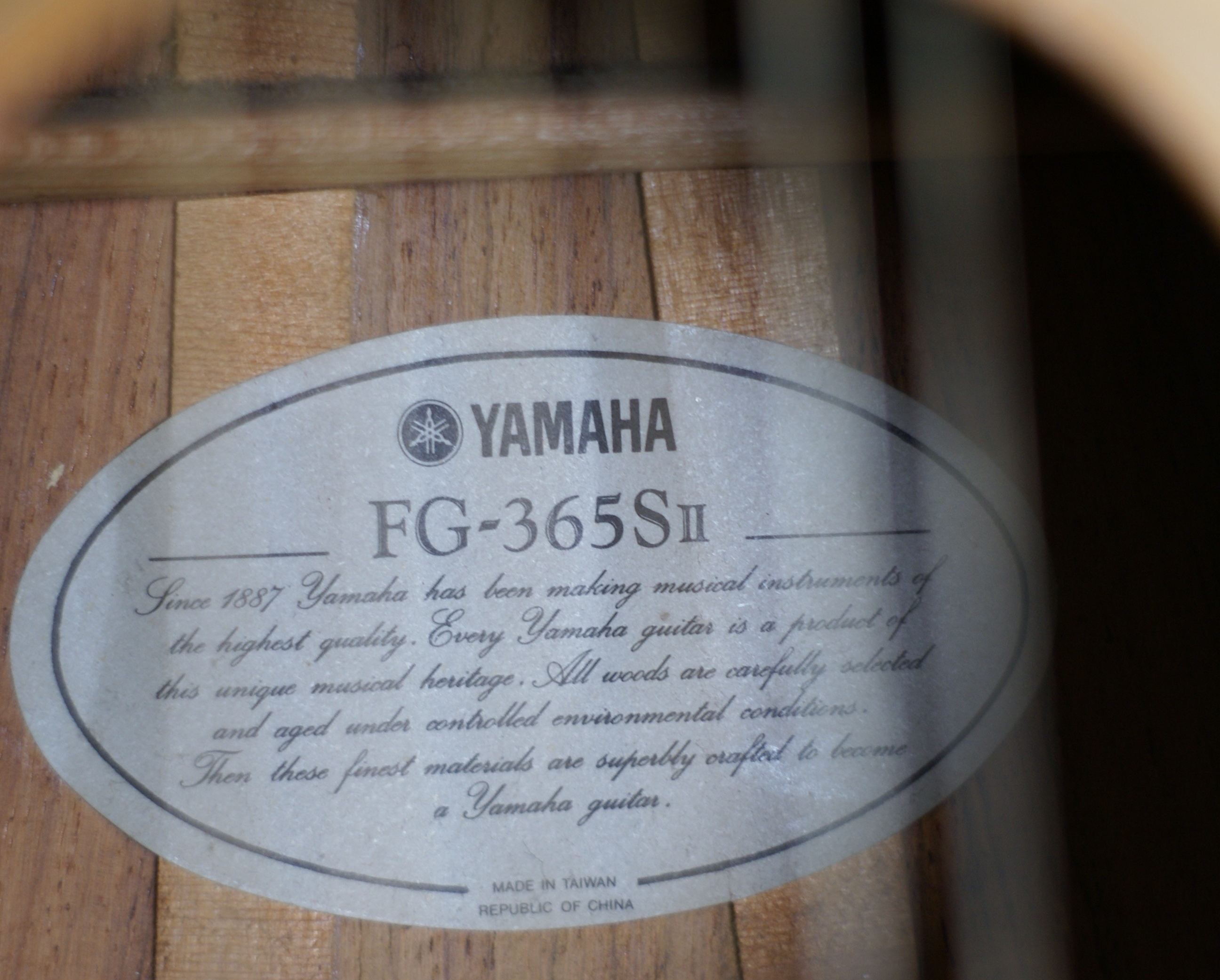
ボディ内のラベル。

初期のFGには、ボディ内のラベルの色により最初期型の通称ライトグリーンラベルと後期の赤ラベルがある。また、ギターのヘッドも変化し1968年までは「YAMAHA」の横ロゴでロッドカバーは釣鐘型、1969年から1972年はロッドカバーの形が変わり、音叉を組み合わせたヤマハのマークが付く。
最初のFG以後、マイナーチェンジを繰り返しながらシリーズ化して販売され、緑ラベル、黒ラベル、オレンジラベル、ベージュラベル、アイボリーラベル等に区別される。
マーティンやギブソンなどの高級品とはまた別の良さをFGに見る愛用者も多く、「マーティンも持っているが、昔買ったFGが今でも一番のお気に入りだ」という感想も散見される（外部リンク「FG Stories」参照）。

## 現行品
2018年5月現在ではFGタイプはFG850、FG840、FG830、FG820-12、FG820L、FG820、FG800が、FSタイプはFS850、FS830、FS820、FS800が販売されている。なお長年愛されてきたThe FGは2018年2月頃に生産が終了し、流通品のみとなった。
また、The FGはゆずの岩沢厚治が使用しているFG-Customをもとに作られたと言われており（メーカーからの発表はない）表板、側裏板、スケールが同じであり、現行しているFGで音や外見が一番近いと言われている。

## フォーク・ブームとFG
1960年代から1970年代における日本のフォークムーブメントのなかで、三上寛や中川五郎、吉田拓郎、友川かずきといった多くのミュージシャンがこのFGシリーズに触れ、それ以降もゆずの岩沢厚治や坂本サトルらが使用している。

## FGを使用した主な演奏家
国内ではゆずの岩沢厚治、遠藤賢司、福山雅治、竹原ピストルらが、日本国外でもボブ・ディランやジェイムス・テイラーらが使用した。

## 中古市場の動向
FG-180等に代表される初期の赤ラベルのギターは低価格ながら丁寧な作り、ラッカー塗装、鳴りの良さなどから銘器と呼ばれる（しかしオール合板にしてはということ）。初期FGは近年中古市場での評価も高まってきており、インターネットオークションなどで定価の数倍の値段で取引されている。また国外に目を向けると、1980年代初期以前のモデルは「赤ラベル」や「日本製」に限らず、新品時の定価とさほど変わらない値段で取引されている。